# Всеукраїнський відкритий вокальний і хоровий конкурс «VOCAL.UA»
Всеукраїнський відкритий вокальний і хоровий конкурс «VOCAL.UA» – всеукраїнське відкрите музичне змагання солістів і вокальних колективів. Конкурс проводиться у м. Київ (Україна) з метою виявлення талановитих українських музичних виконавців, підвищення виконавської майстерності учнів, студентів і педагогів музичних установ України, підвищення рівня престижу музичних спеціальностей, обміну творчими досягненнями між музикантами.
Головним завданням конкурсу є: збереження і розвиток кращих традицій вітчизняного виконавського мистецтва; виявлення, підтримка та сприяння просуванню талановитих українських музичних виконавців; підвищення рівня престижу музичних спеціальностей; обмін творчими досягненнями між музикантами; заохочення і впровадження змагальності серед педагогів музики, а також серед навчальних закладів Міністерства культури України та Міністерства освіти і науки України; залучення уваги громадськості до сфери музичного мистецтва; сприяння інтеграції національного мистецтва у світовий культурний простір.

## Про конкурс
Всеукраїнський відкритий вокальний і хоровий конкурс «VOCAL.UA» вперше був проведений у грудні 2017 р. за сприянням Міжнародної школи мистецтв "Монтессорі центр". В теперішній час конкурс проходить раз на рік, навесні. Учасники змагаються в 12 вікових категоріях, що об'єднані у 5 вікових ліг, в 39 номінаціях, які згруповані в 3 групи номінацій: "Академічний вокал. Вокал в супроводі бандури. Хори"; "Народний вокал"; "Естрадний вокал. Джазовий вокал. Рок вокал". У конкурсі можуть брати участь українські та зарубіжні музиканти. В тому числі, професійні музичні виконавці, а також учні, студенти та педагоги середніх і вищих навчальних закладів та позашкільних навчальних закладів країни.  
Почесний голова журі конкурсу – заслужена артистка України, солістка Національного ансамблю солістів “Київська Камерата”, солістка Національної заслуженої академічної капели України “Думка”, викладач кафедри хорового диригування Національної музичної академії України імені Петра Чайковського Оксана Павлівна Нікітюк. Серед членів журі: заслужена артистка України, солістка Національної заслуженої академічної капели України “Думка” Ольга Михайлівна Борусене; заслужена артистка України Олена Володимирівна Лукашова; заслужена артистка України, солістка Київського Національного академічного театру оперети  Валерія Юріївна Туліс; заслужений діяч мистецтв України, солістка Академічного ансамблю пісні і танцю Національної гвардії України Анжела Володимирівна Ярмолюк. Голосування членів журі є відкритим. 
Головні призи конкурсу - 5 кубків Гран-Прі, які розігруються у вікових лігах (дебют, дитячій, юнацькій, молодіжній, вищій). Учасники конкурсу також змагаються за право володіти званнями лауреатів і дипломантів, які, в свою чергу, розігруються в кожній номінації і віковій категорії. За результатами конкурсу підраховуються загальнокомандні заліки серед педагогів, концертмейстерів та навчальних закладів, учні яких беруть участь в конкурсі, та виявляються переможці, яким вручаються кубки.  

В IV Всеукраїнському відкритому вокальному і хоровому конкурсі «VOCAL.UA», який відбувся в Києві (Україна) 6-7 квітня 2019 року, взяли участь 127 учасників з 51 навчального закладу з 21 населеного пункту і 11 областей України. Учасників конкурсу підготували 83 педагоги. 

Всеукраїнський відкритий вокальний і хоровий конкурс «VOCAL.UA»
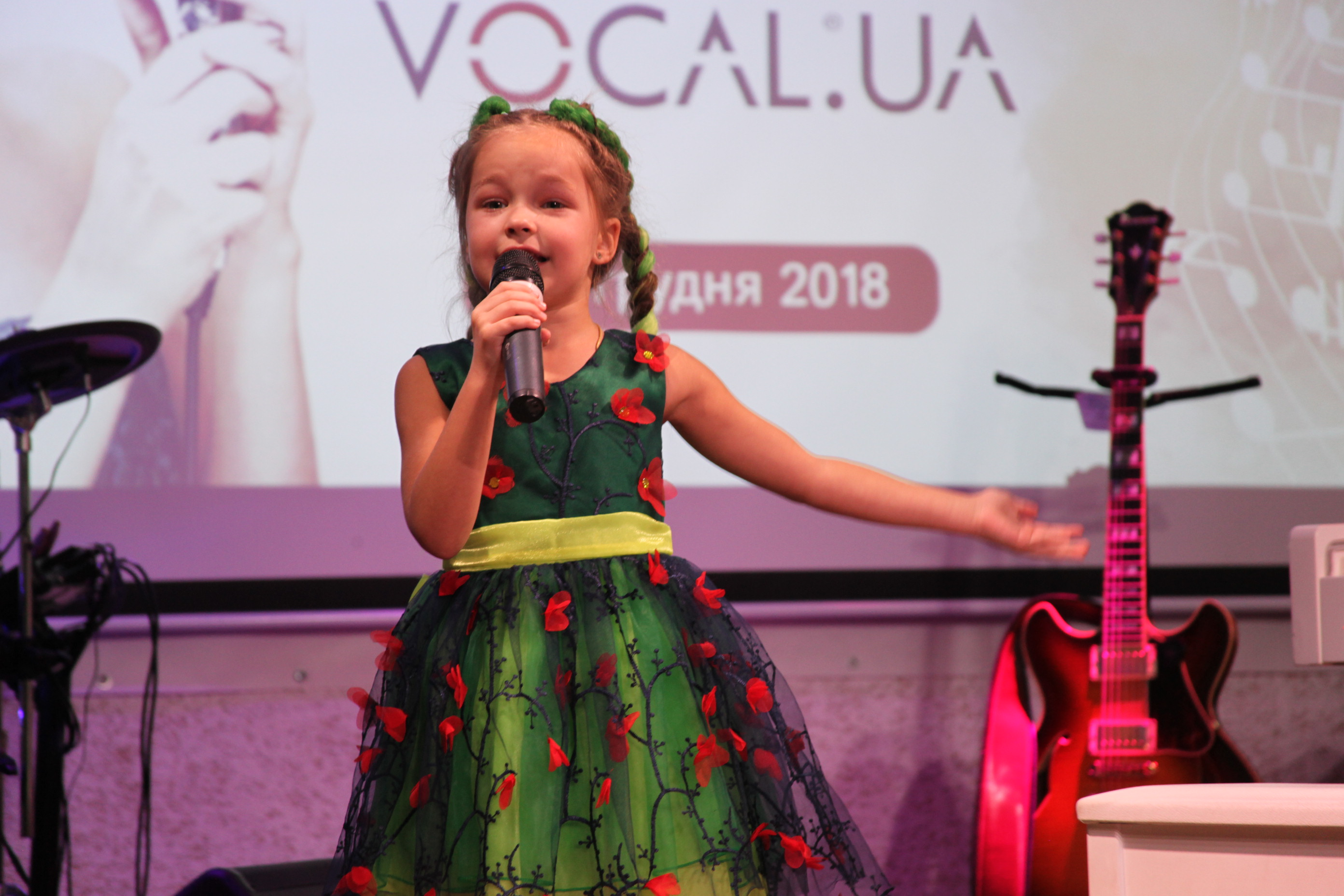
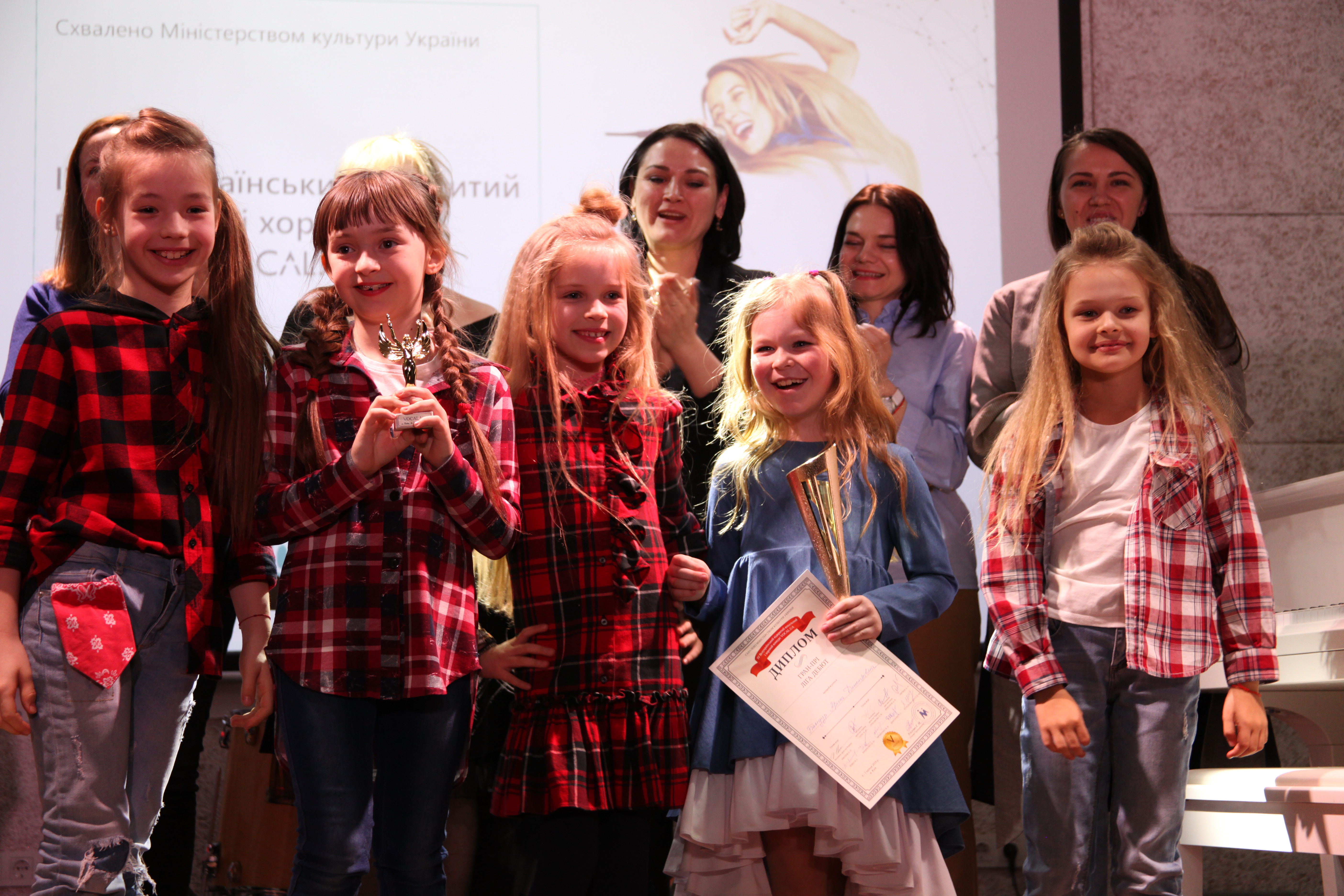
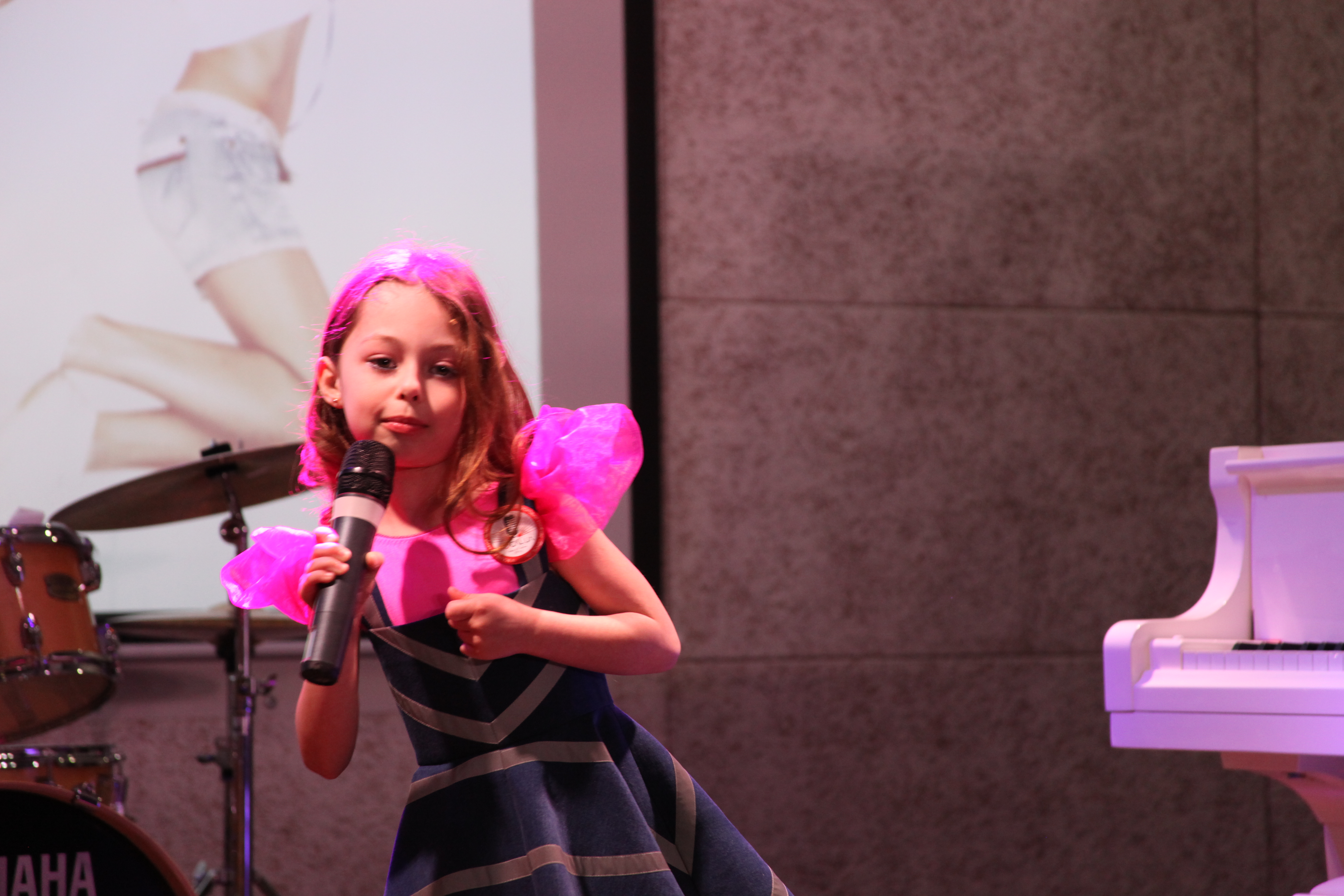
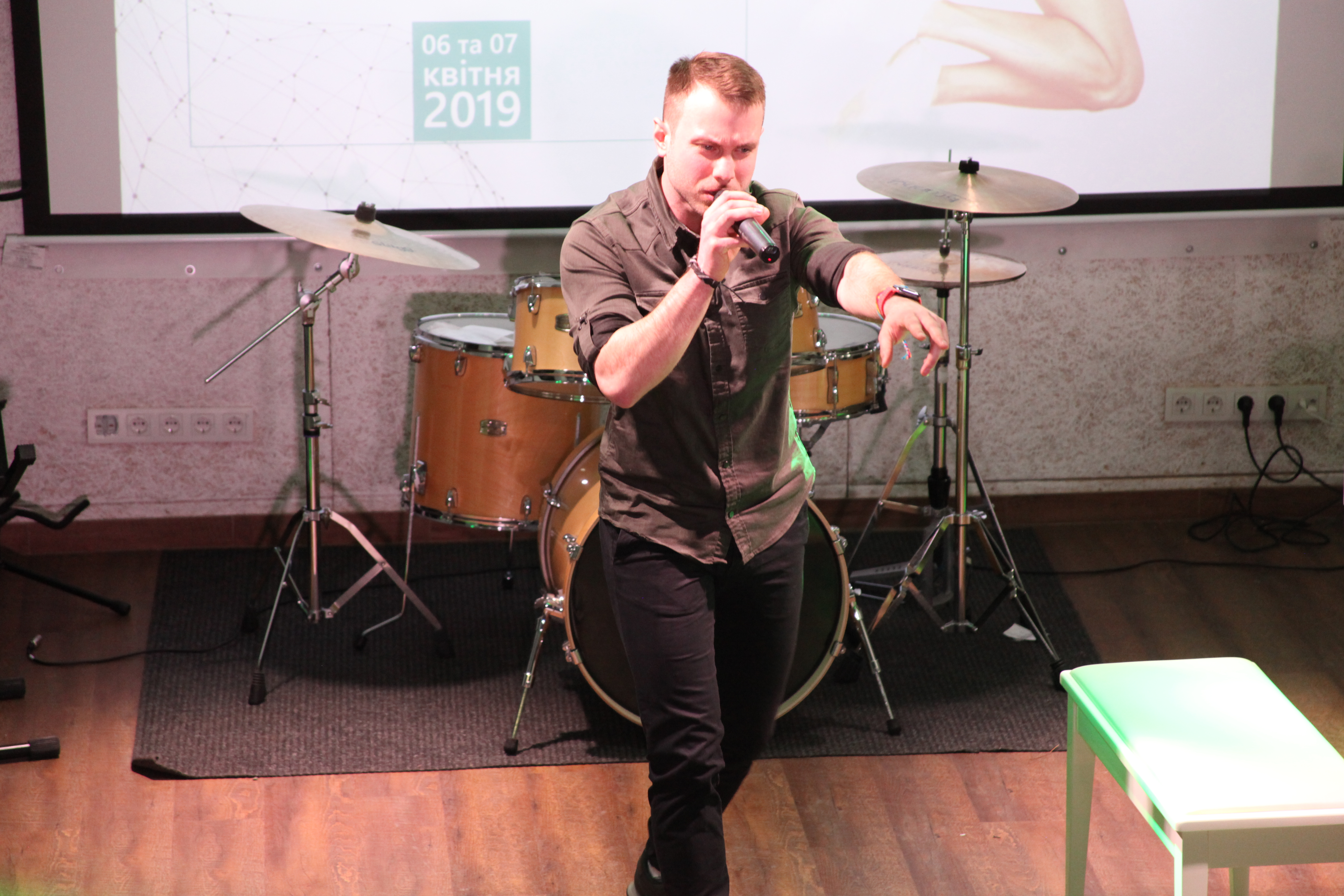
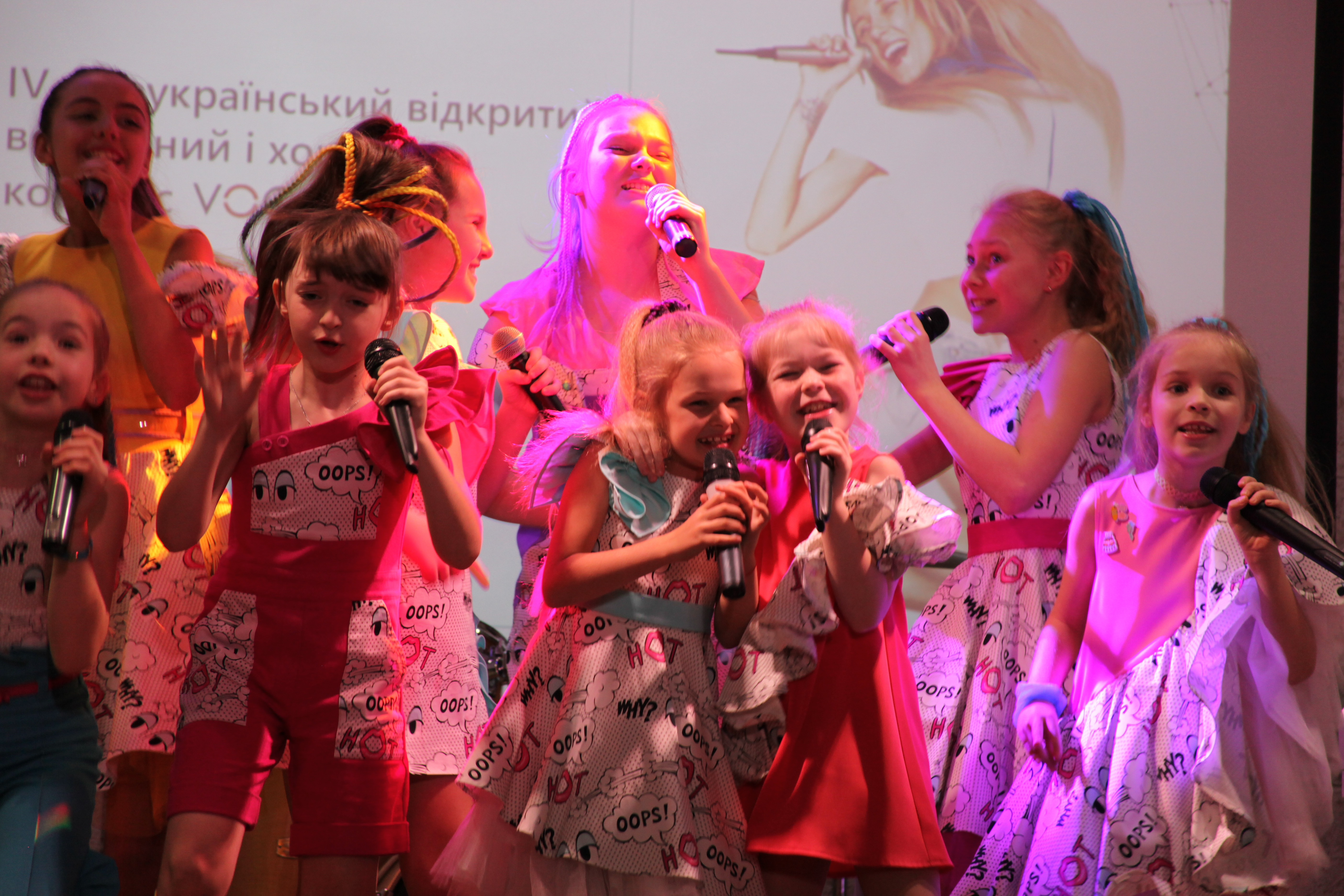
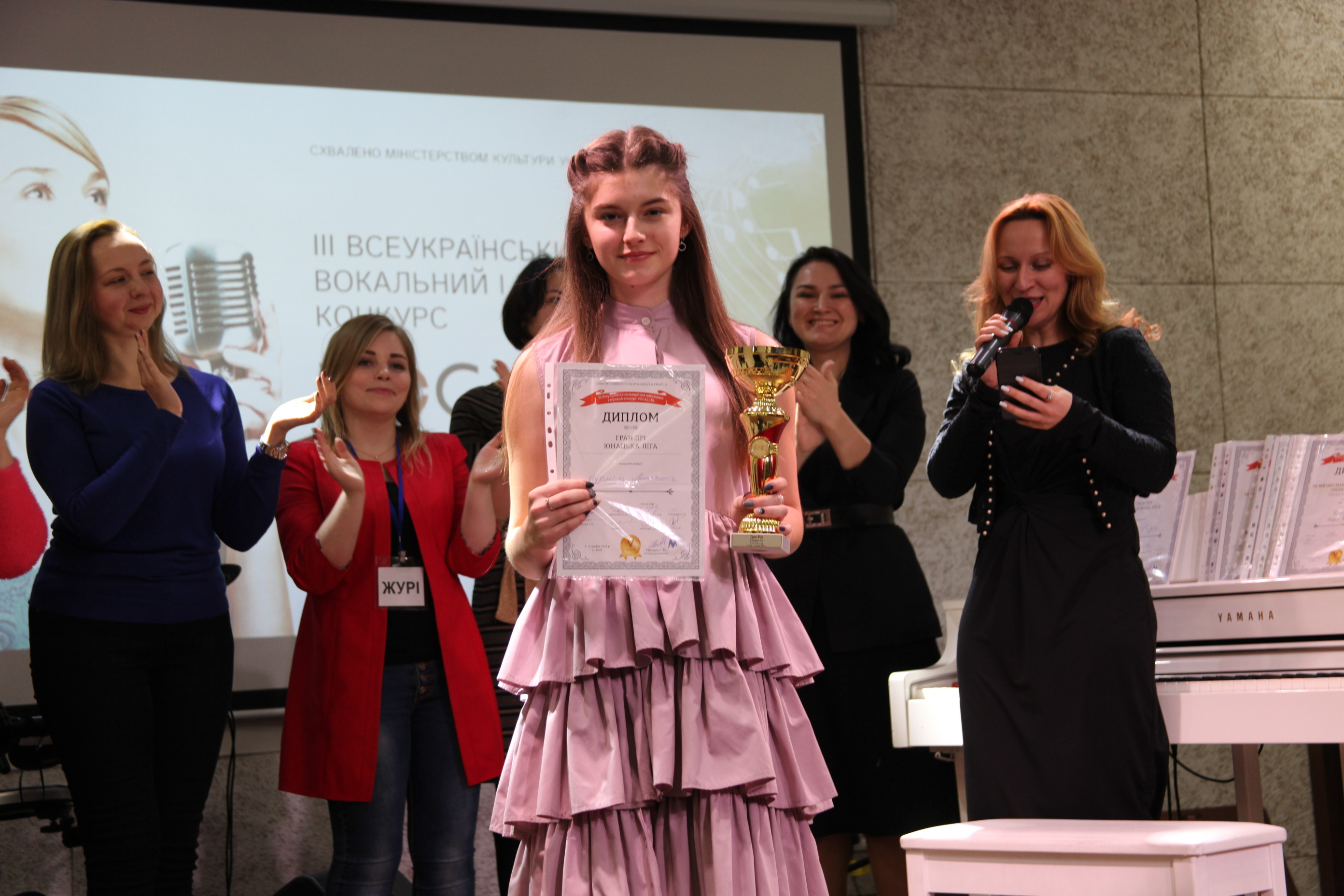
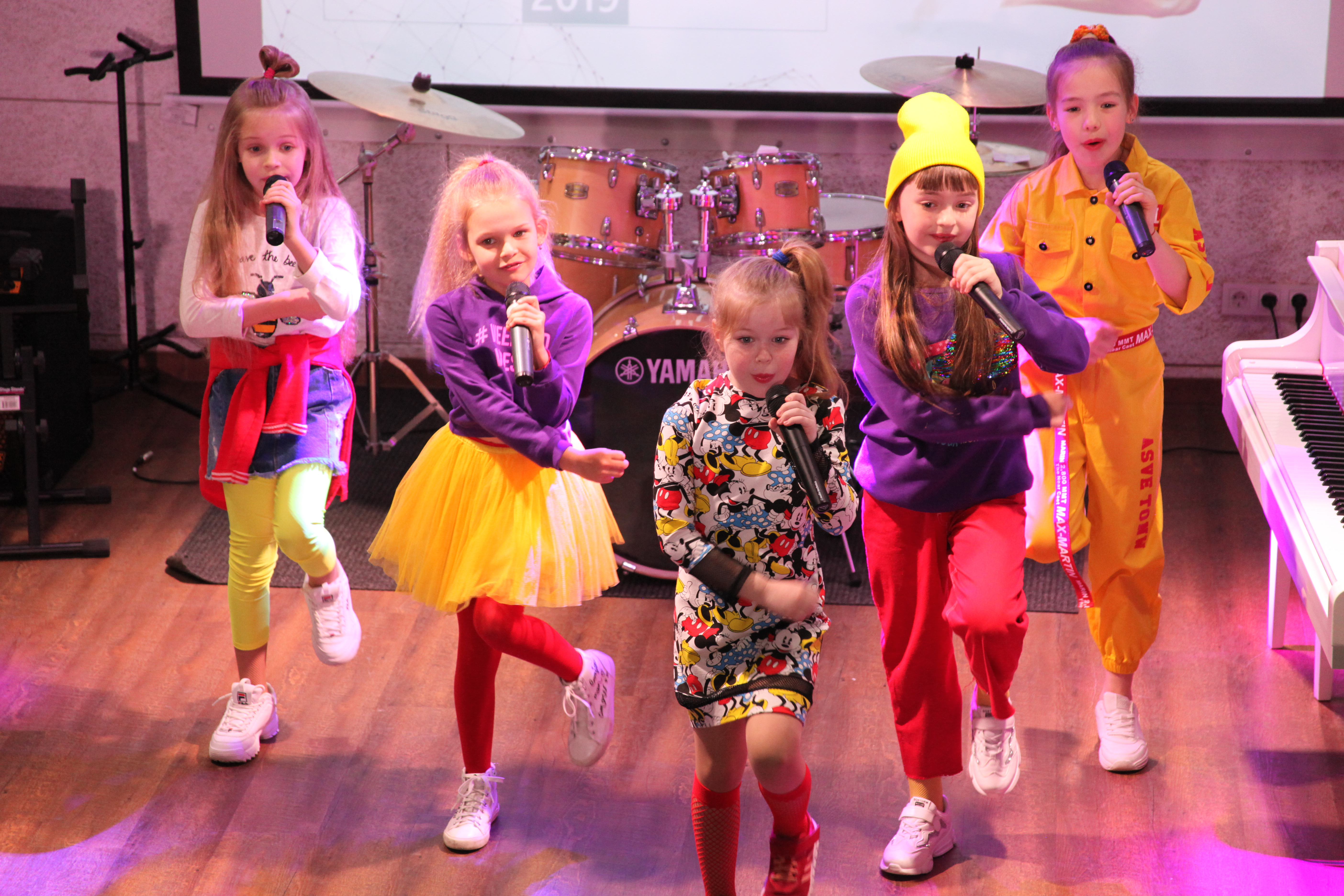
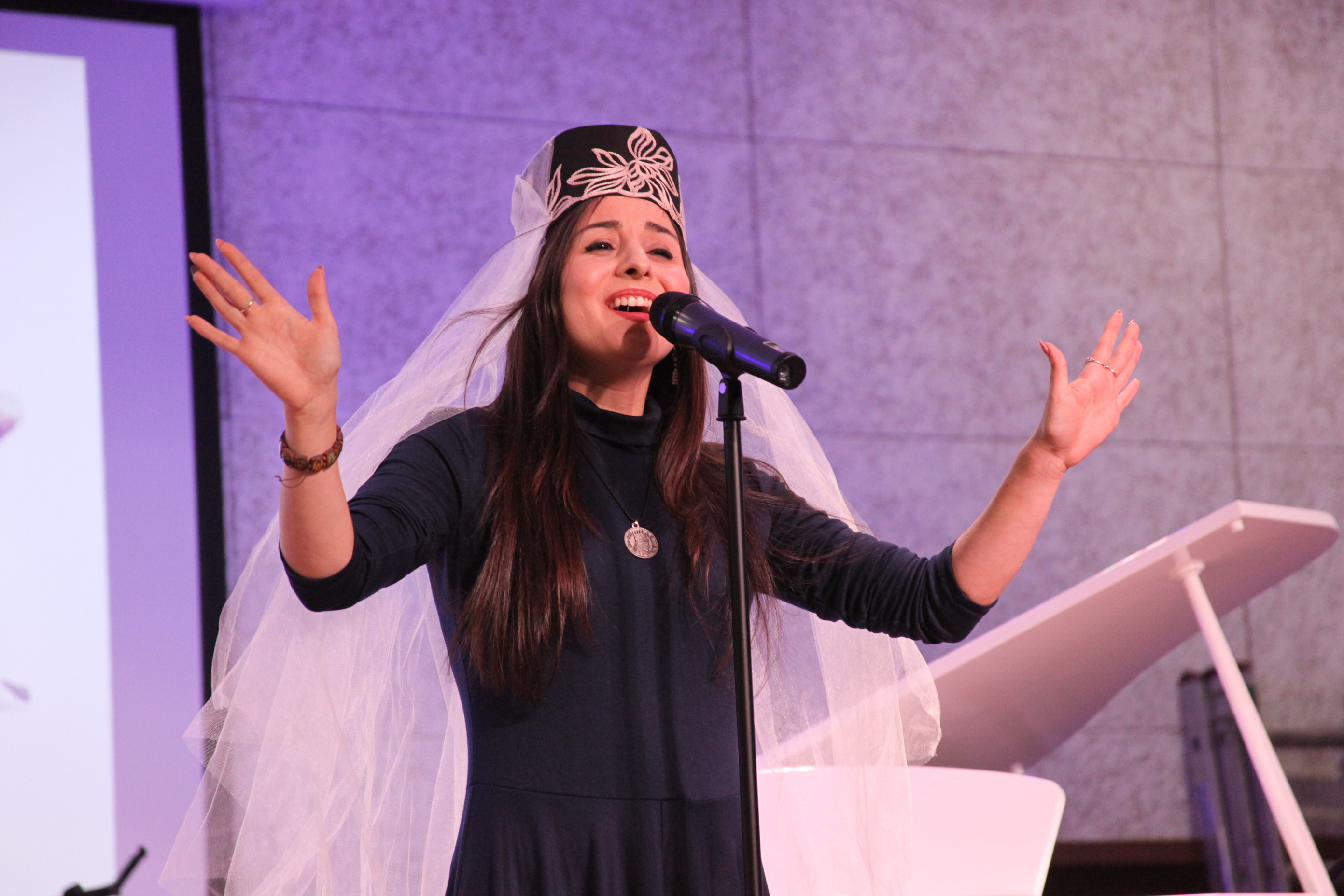

## Переможці конкурсу
| № конкурсу | Дата конкурсу | Ім'я Прізвище/ Назва | Навчальний заклад                                                        | Країна  | Населений пункт | Гран-Прі                 |
| ---------- | ------------- | -------------------- | ------------------------------------------------------------------------ | ------- | --------------- | ------------------------ |
| I          | 12.12.2017    | Тетяна Шевчук        | Національна музична академія України імені Петра Чайковського            | Україна | Київ            | Гран-Прі вищої ліги      |
| I          | 12.12.2017    | Микита Хвостик       | Київський інститут музики імені Рейнгольда Глієра                        | Україна | Київ            | Гран-Прі молодіжної ліги |
| I          | 12.12.2017    | Анна Бабанська       | Дитяча школа мистецтв № 7                                                | Україна | Київ            | Гран-Прі юнацької ліги   |
| I          | 12.12.2017    | Єгор Уманець         | Студія вокального мистецтва Наталії Шишкіної                             | Україна | Одеса           | Гран-Прі дитячої ліги    |
| II         | 17.03.2018    | Катерина Момренко    | Школа мистецтв м. Дружківка                                              | Україна | Дружківка       | Гран-Прі вищої ліги      |
| II         | 17.03.2018    | Тетяна Гуменюк       | ---                                                                      | Україна | Умань           | Гран-Прі молодіжної ліги |
| II         | 17.03.2018    | Анастасія Левонова   | Рава-Руська дитяча музична школа                                         | Україна | Рава-Руська     | Гран-Прі юнацької ліги   |
| II         | 17.03.2018    | Діана Горбяк         | Рава-Руська дитяча музична школа                                         | Україна | Рава-Руська     | Гран-Прі дитячої ліги    |
| III        | 01.12.2018    | Ольга Смоколіна      | Харківський національний університет мистецтв імені Івана Котляревського | Україна | Харків          | Гран-Прі молодіжної ліги |
| III        | 01.12.2018    | Надія Аракелян       | Київський університет імені Бориса Грінченка                             | Україна | Київ            | Гран-Прі молодіжної ліги |
| III        | 01.12.2018    | Анастасія Мурміль    | Вокальний клас Євгенії Дубової                                           | Україна | Київ            | Гран-Прі юнацької ліги   |
| III        | 01.12.2018    | Аріана Доготар       | Одеське музичне кооперативне училище імені К. Ф. Данькевича              | Україна | Одеса           | Гран-Прі дитячої ліги    |
| IV         | 06.04.2019    | Богдана Хіта         | Національна музична академія України імені Петра Чайковського            | Україна | Київ            | Гран-Прі вищої ліги      |
| IV         | 06.04.2019    | Регіна Пилипенко     | Київський університет імені Бориса Грінченка                             | Україна | Київ            | Гран-Прі молодіжної ліги |
| IV         | 06.04.2019    | Дар’я Сорокіна       | Дитячий естетико-натуралістський центр “Камелія”                         | Україна | Бровари         | Гран-Прі юнацької ліги   |
| IV         | 06.04.2019    | Поліна Загной        | Творче об’єднання “PARADIZ”                                              | Україна | Київ            | Гран-Прі дитячої ліги    |
| IV         | 06.04.2019    | Аріна Бандур         | Продюсерський центр “Paprika”                                            | Україна | Київ            | Гран-Прі ліги дебют      |

## Організатор, підтримка
Співорганізатор конкурсу: громадська організація "Монтессорі центр конкурси"
Схвалено: Міністерством культури України
Голова оргкомітету: Ганна Росенко
Генеральний партнер і спонсор конкурсу: Міжнародна школа мистецтв "Монтессорі центр"